# 1688 Wilkens
1688 Wilkens este un asteroid din centura principală, descoperit pe 3 martie 1951, de Miguel Itzigsohn.